# Dubulti (stacja kolejowa)
Dubulti (ros. Дубулти) – stacja kolejowa w miejscowości Jurmała, na Łotwie. Położona jest na linii Ryga (Torņakalns) – Tukums.